# Torhoutse-Steenwegtunnel
De Torhoutse-Steenwegtunnel is een verkeerstunnel in de Belgische stad Brugge. De tunnel is onderdeel van de autoweg N31/E403 en kruist de Torhoutse Steenweg (N32), in de deelgemeente Sint-Andries, ondergronds. Boven op de tunnel bevindt zich het gelijkvloerse dubbelkruispunt van de Torhoutse Steenweg met de ventwegen van de N31.
De bouw van de tunnel startte in het najaar van 1991 en werd voltooid in het voorjaar van 1993. Het project kostte zo'n 180 miljoen BEF (€4,5 miljoen).
Tunnel 't Zand · Boeverietunnel · Gistelse-Steenwegtunnel · Koning Albert I-laantunnel · Koningin Astridlaantunnel · Legewegtunnel · Paolatunnel · Torhoutse-Steenwegtunnel · Tunnel Kolvestraat